# Prins Joachim af Belgien
 Der er flere personer med dette navn, se Prins Joachim (flertydig).
Prins Joachim af Belgien, ærkehertug af Østrig-Este (Joachim Karl-Maria Nikolaus Isabelle Marcus d'Aviano; født 9. december 1991), er den yngre søn og tredje barn af Lorenz, ærkehertug af Østrig-Este og prinsesse Astrid af Belgien.